# アドルフ・フォン・メンツェル
アドルフ・フリードリヒ・エルトマン・フォン・メンツェル（Adolph Friedrich Erdmann von Menzel, 1815年12月8日 - 1905年2月9日）は、ドイツの画家、挿絵画家、版画家。

## 略歴
プロイセン王国ブレスラウ（現在のポーランド、ヴロツワフ）で1815年に生まれる。父親は石版画家。1830年に一家はベルリンに移る。1833年、プロイセン芸術アカデミーに通うが、すぐに失望し、独学した。1839年から1842年の間に掛けてフリードリヒ大王についての生涯を描いた400点にのぼる壮大な挿絵版画を歴史家フランツ・クーグラーの著書『フリードリヒ大王伝』のために創出した。この創作物は彼にとって決定的な転機となり、以降、プロイセン宮廷を中心に仕事の依頼が増える。『舞踏会の晩餐』、『サンスーシ宮殿でのフリードリヒ大王のフルートコンサート』、『ケーニヒスベルクでのヴィルヘルム1世の戴冠式』等の作品でさらなる名声を得た。歴史画や挿絵の他にも労働者の姿を描いた『鉄圧延機工場』、日常的風景を描いた『パリの平日』や『ビアガーデン』等でも知られている。
フランスの芸術アカデミーやイギリスのロイヤル・アカデミー・オブ・アーツの会員。画家として初めて黒鷲勲章を贈られ、貴族に叙せられた。またプール・ル・メリット科学芸術勲章を受賞した。ベルリン大学名誉博士号を授与され、ブレスラウ名誉市民およびベルリン名誉市民に選ばれた。1905年にベルリンで死去した。

## 作品

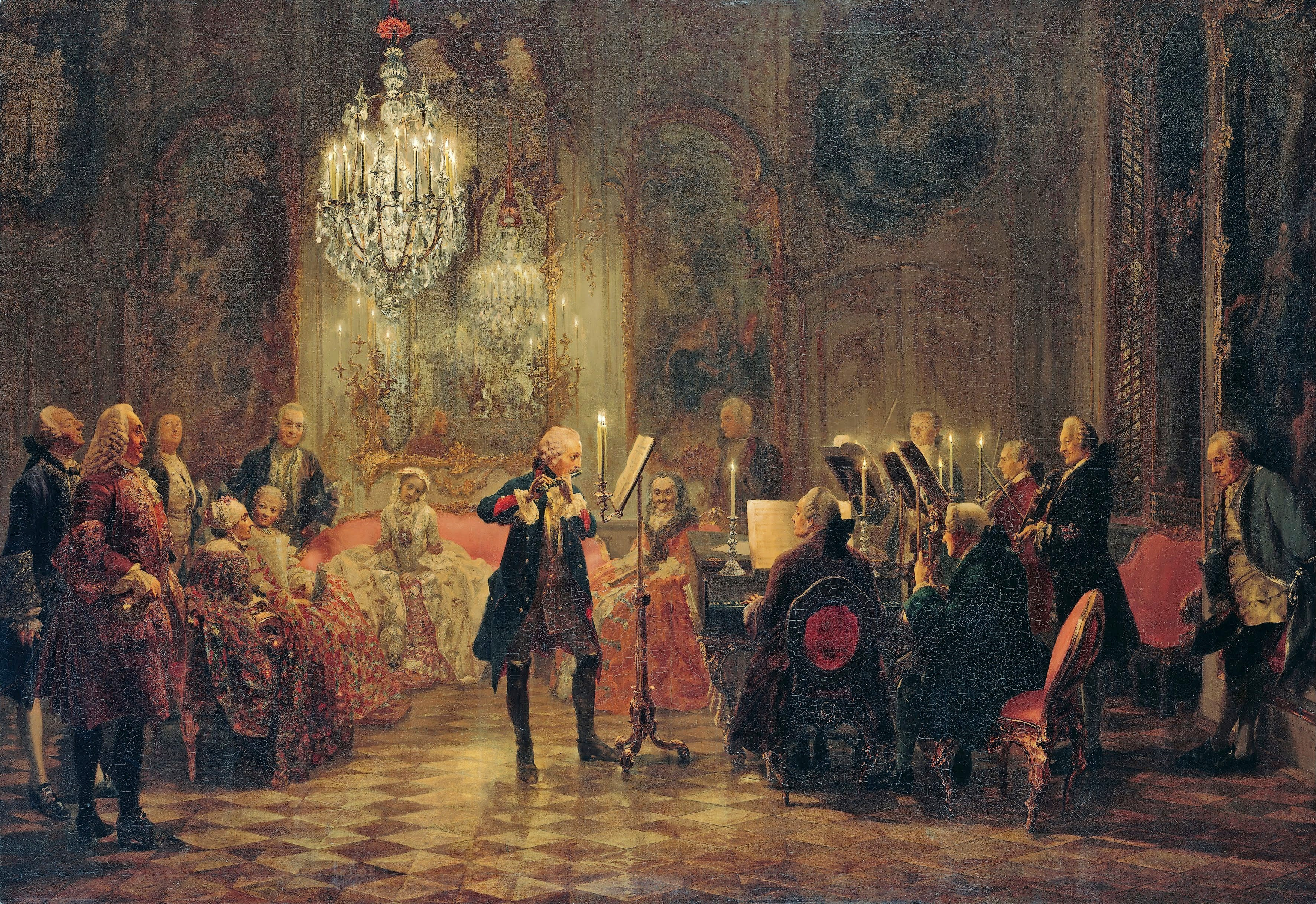
『サンスーシ宮殿でのフリードリヒ大王のフルートコンサート』、1850年-1852年
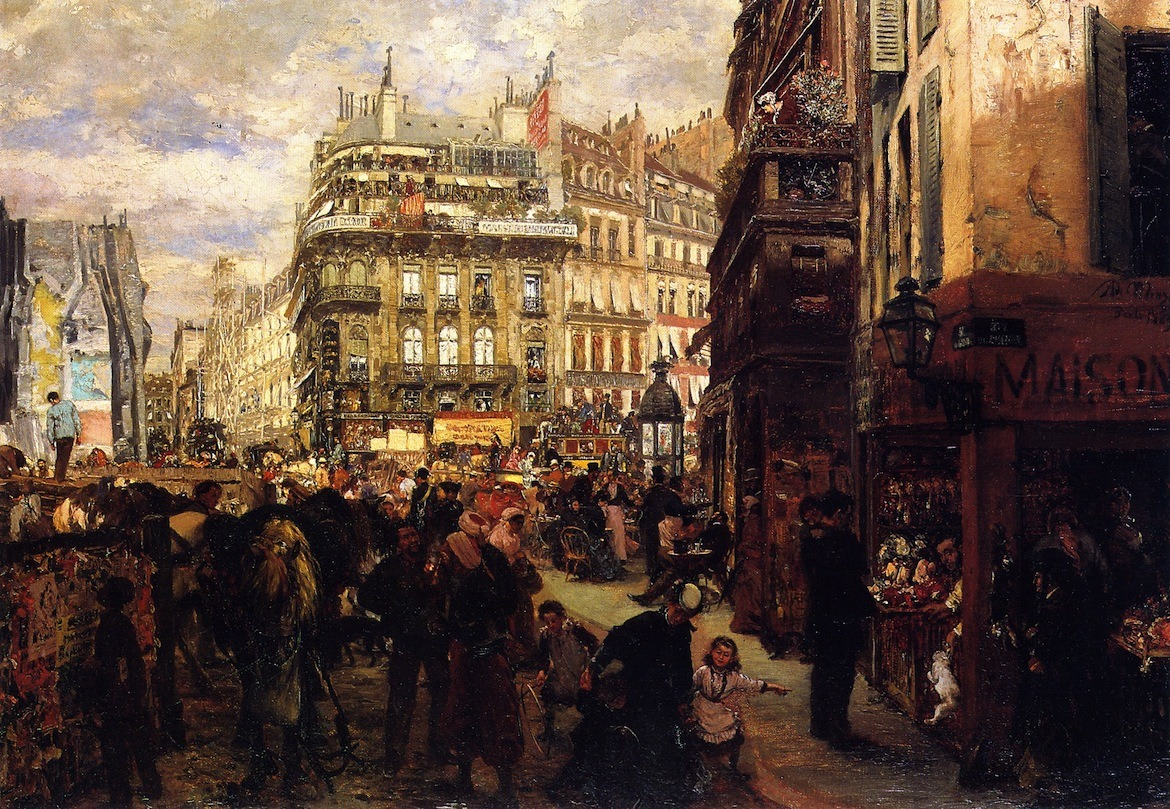
『パリの平日』、1869年
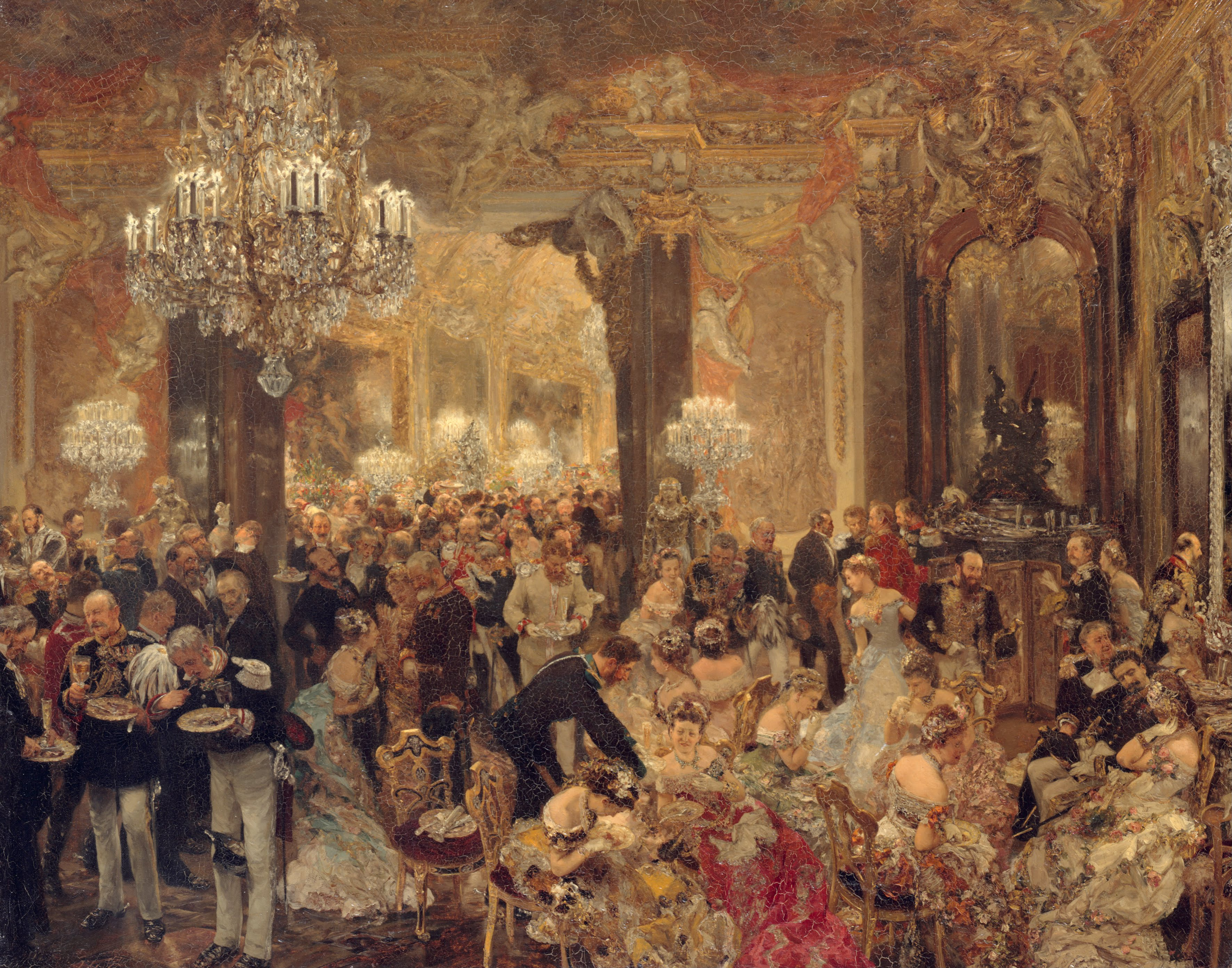
『舞踏会の晩餐』、1878年
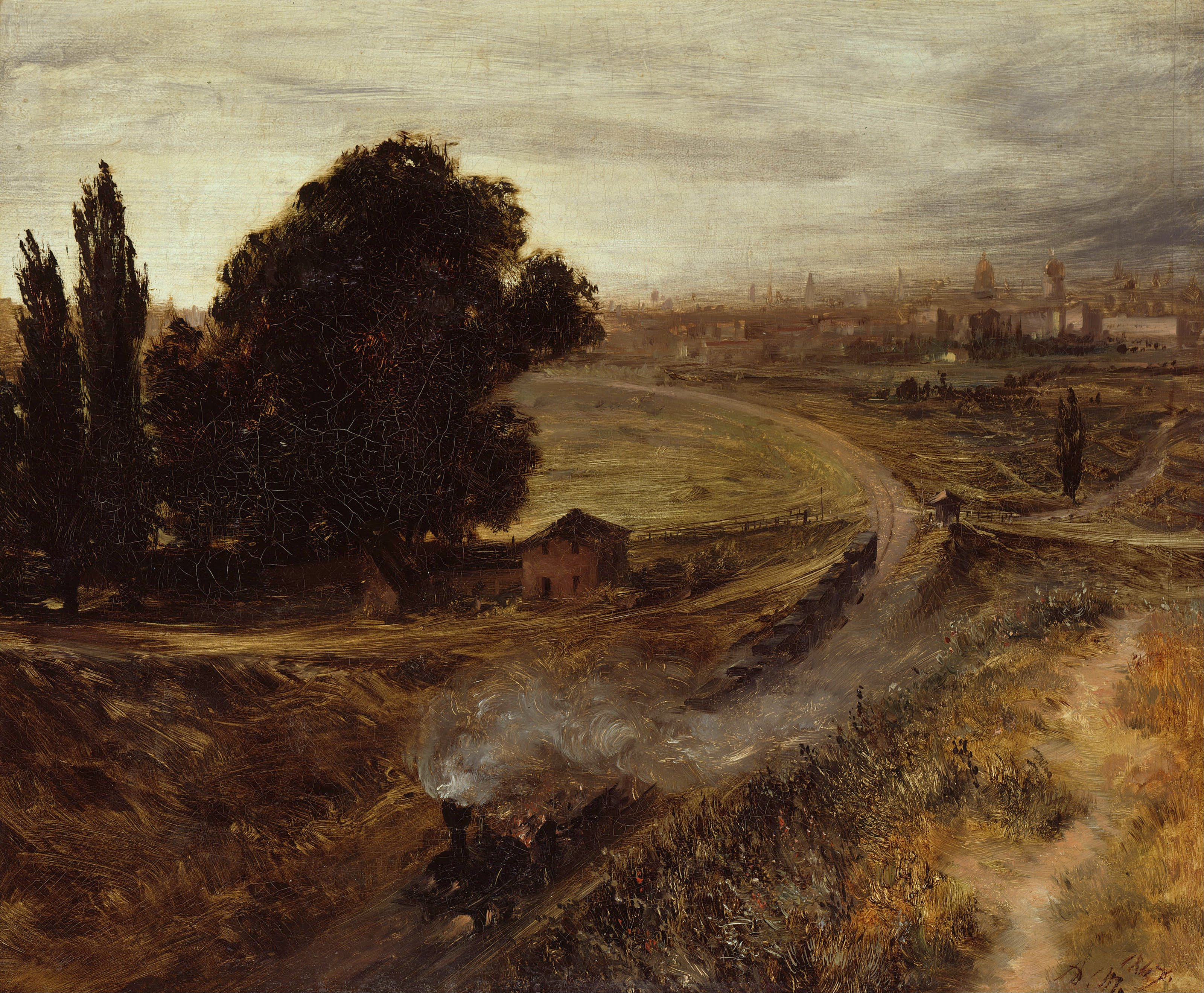
『ベルリン＝ポツダム鉄道』、1847年
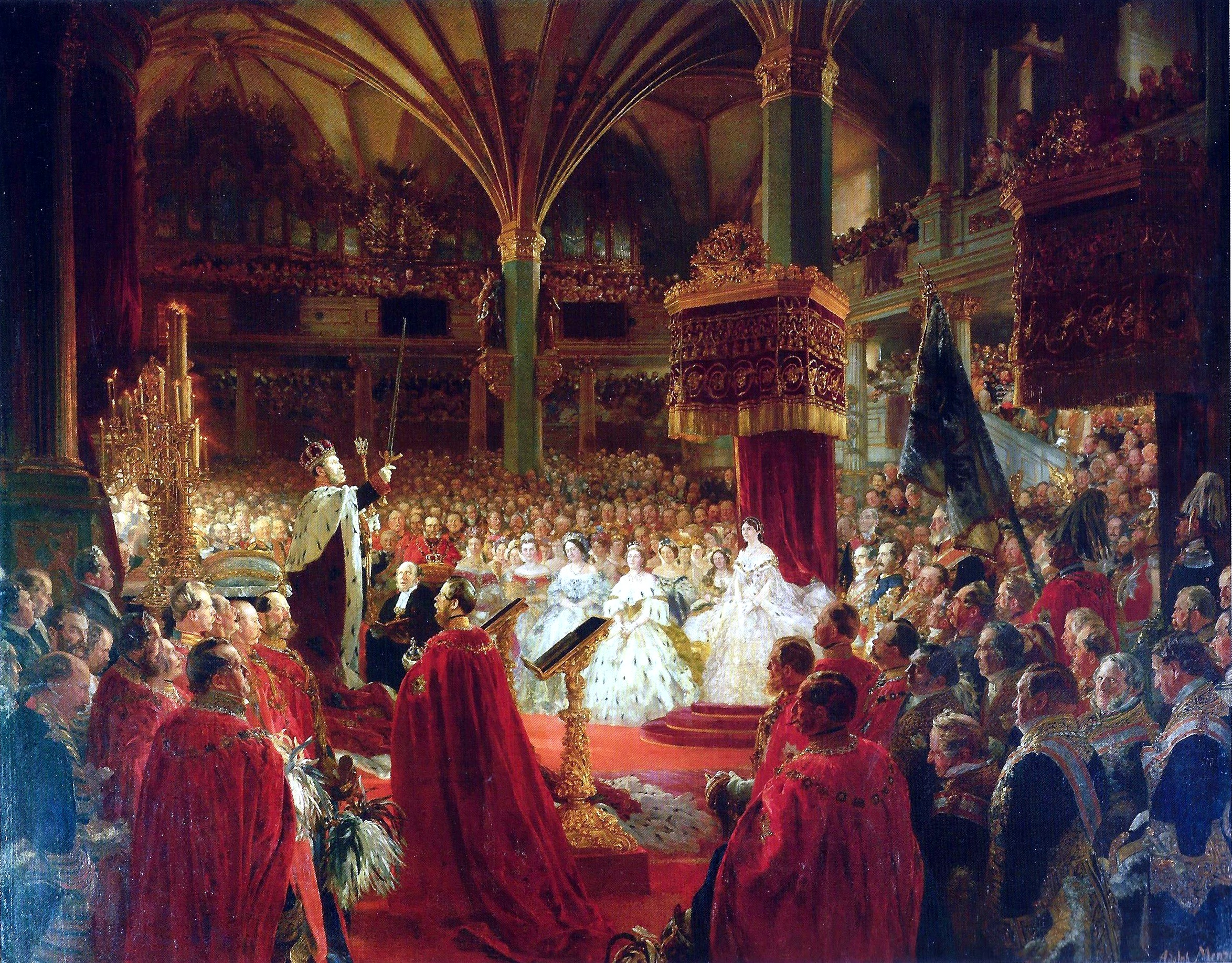
『ケーニヒスベルクでのヴィルヘルム1世の戴冠式』、1861年
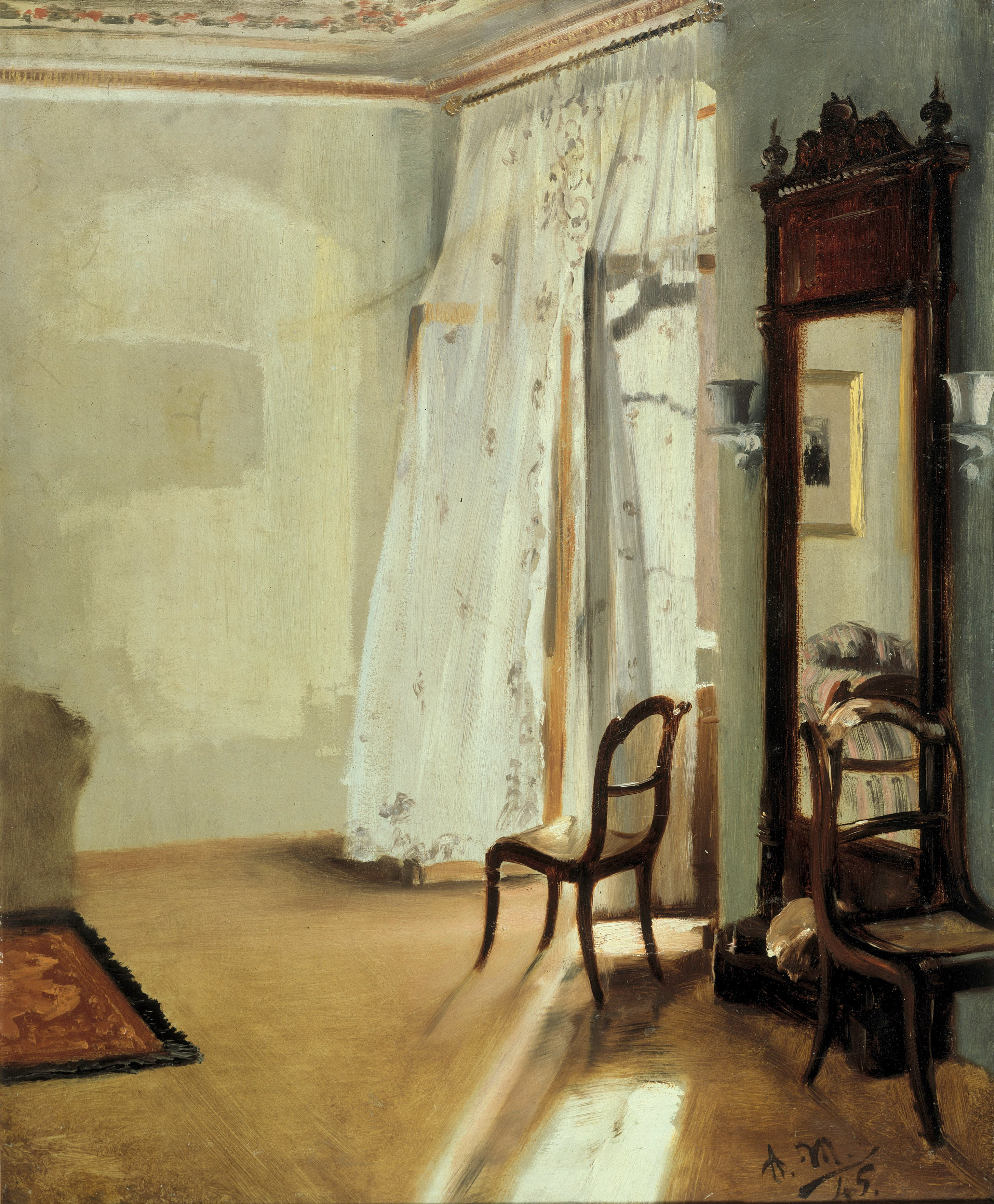
『バルコニーの部屋』、1845年
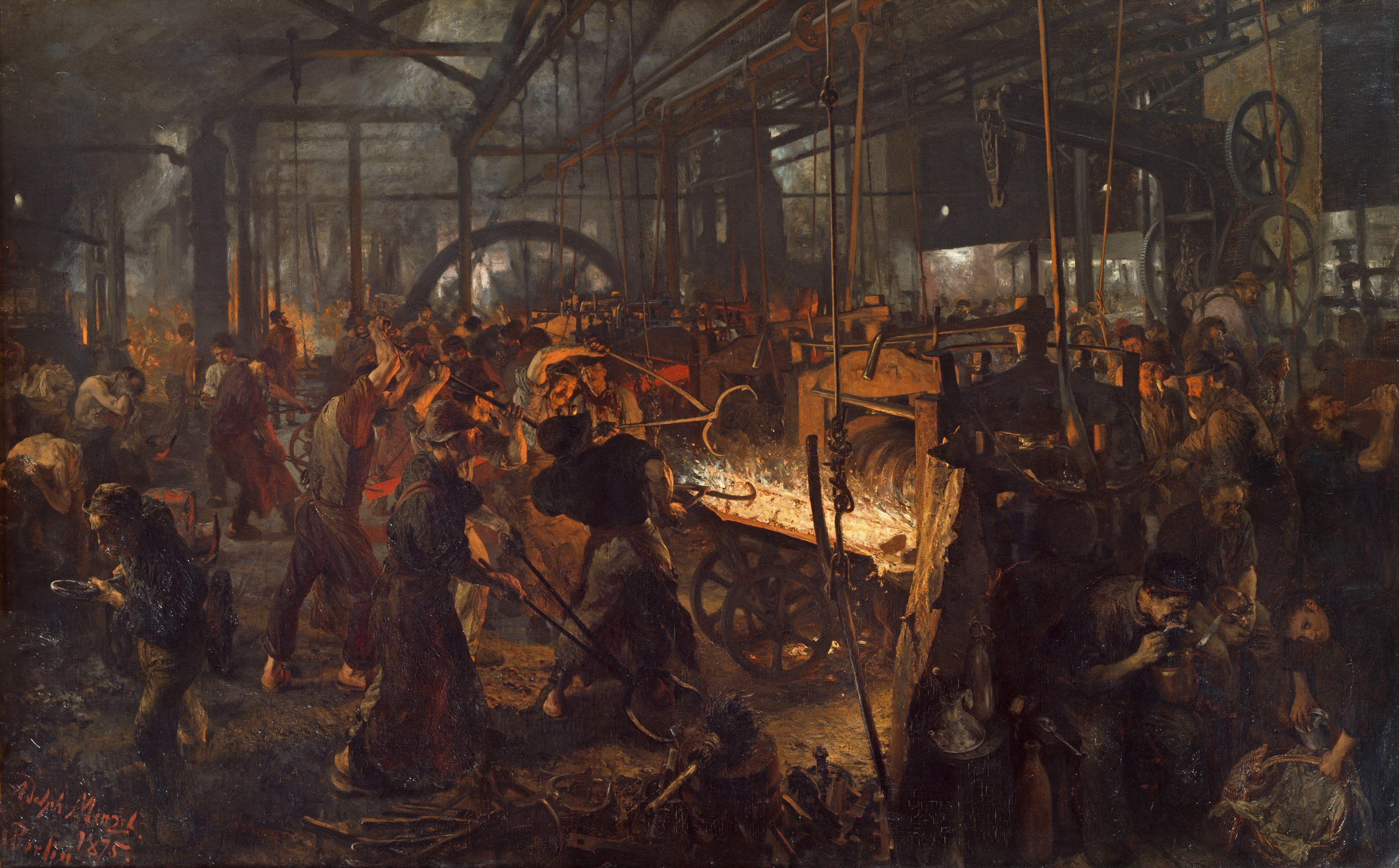
『鉄圧延機工場』、1872年-1875年
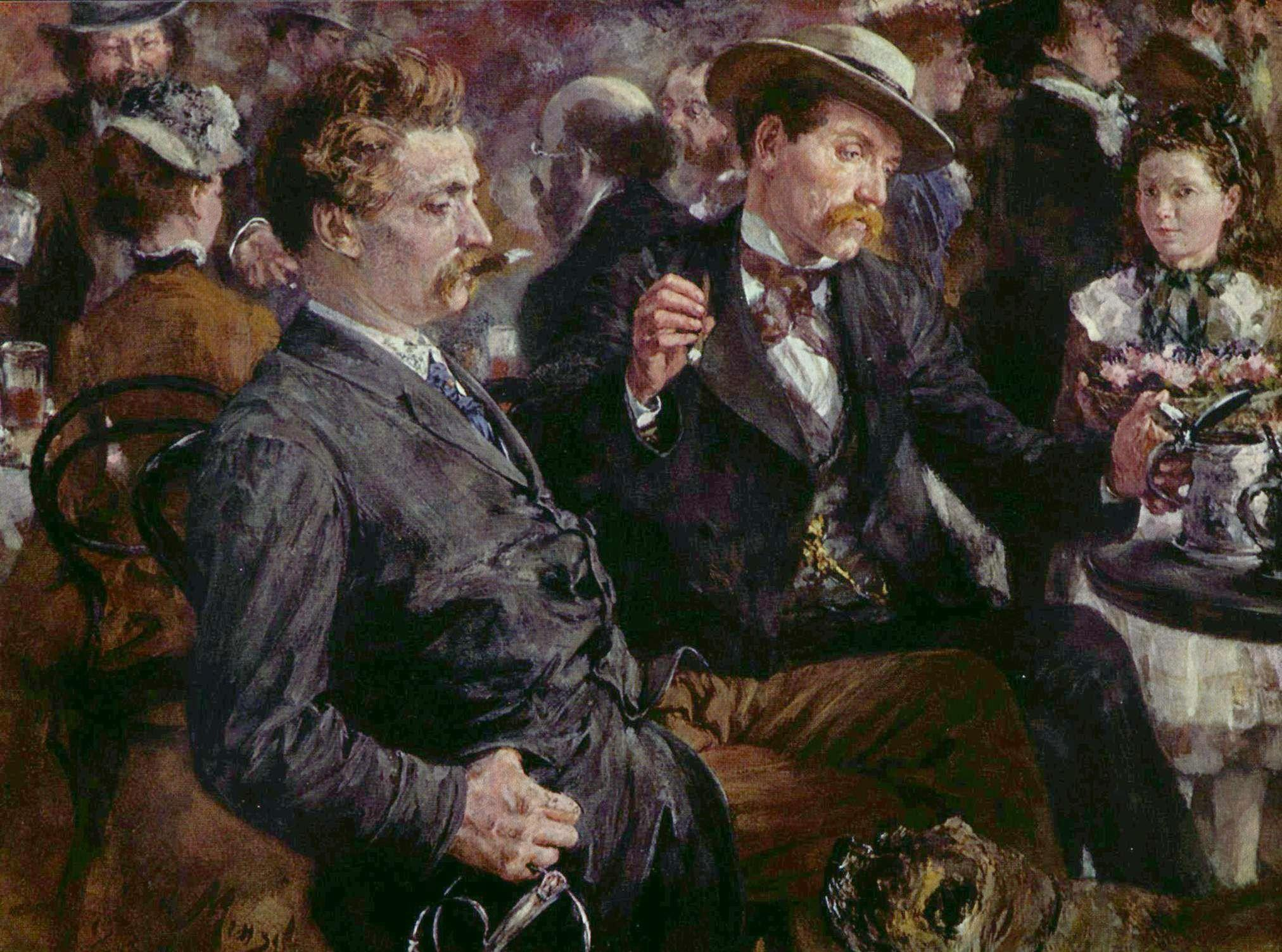
『ビアガーデン』、1883年
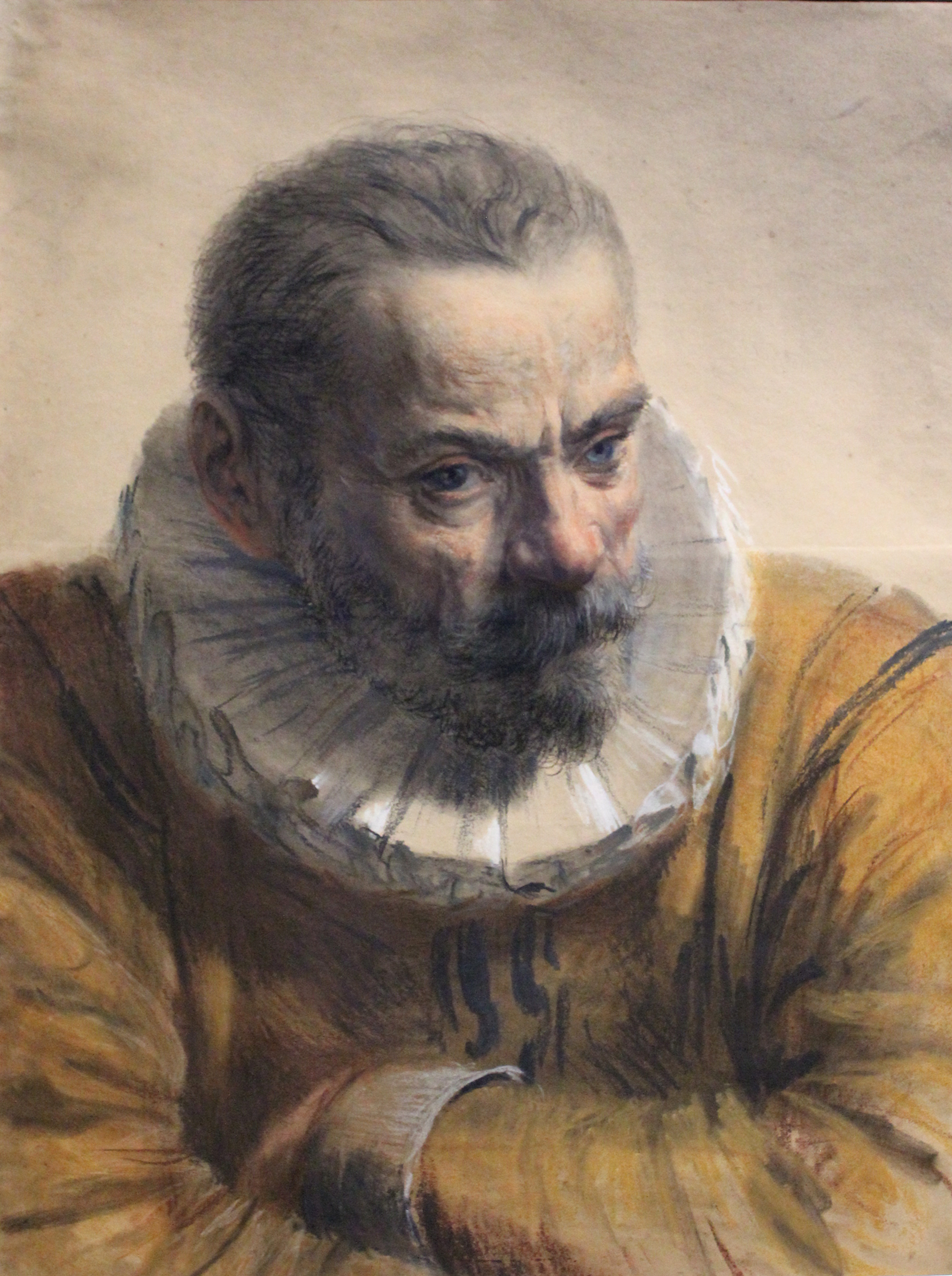
『ルネサンスのドレスを着た男性』または『襞襟を持った男性の習作』、1850年頃

## 関連書籍
- ヨスト・ヘルマント『メンツェル《サンスーシのフルート・コンサート》 美術に見る歴史問題』神林恒道、三浦信一郎共訳 三元社 作品とコンテクスト 2014